# Berliner Swimming Club
Il Berliner Swimming Club è stato un club pallanuotistico tedesco attivo nei primi anni del 1900.

## Storia
Diventò noto per aver preso parte al torneo di pallanuoto ai Giochi della II Olimpiade di Parigi, nel 1900, in rappresentanza della Germania. Nella competizione la squadra tedesca viene eliminata al primo turno, perdendo 3-2 contro i francesi dei Pupilles de Neptune de Lille #2. Tra le file del Berliner giocarono Hans Aniol, Paul Gebauer, Max Hainle, Georg Hax, Gustav Lexau, Herbert von Petersdorff e Fritz Scheider.